# Lista de ganhadores do Prêmio Nobel afiliados à Universidade de Harvard

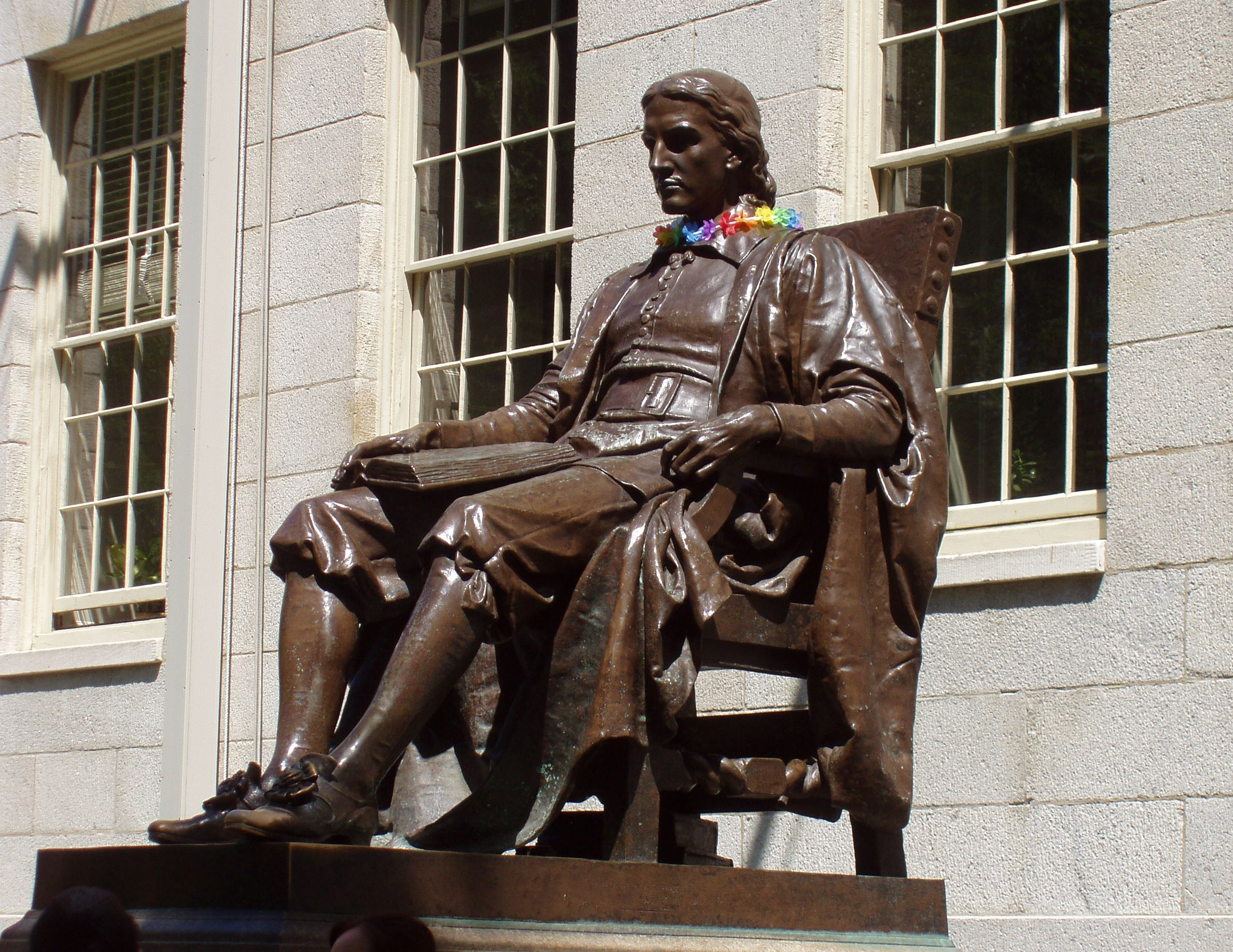
A estátua de John Harvard na Universidade de Harvard. Em outubro de 2020, 161 ganhadores do Prêmio Nobel estavam associados à Universidade de Harvard.

Esta lista de ganhadores do Prêmio Nobel afiliados à Universidade de Harvard mostra de forma abrangente os ex-alunos, membros do corpo docente e pesquisadores da Universidade de Harvard que receberam o Prêmio Nobel ou o Prêmio Nobel de Ciências Econômicas em memória de Alfred Nobel. Os Prêmios Nobel, estabelecidos pelo testamento de Alfred Nobel em 1895, são concedidos a indivíduos que fazem contribuições notáveis nos campos da Literatura, Paz, Química, Física e Fisiologia ou Medicina. Um prêmio associado, o Prêmio Sveriges Riksbank em Ciências Econômicas em Memória de Alfred Nobel (comumente conhecido como Prêmio Nobel de Economia), foi instituído pelo banco central da Suécia, Sveriges Riksbank, em 1968 e concedido pela primeira vez em 1969.
Em outubro de 2020, 161 laureados com o Nobel eram afiliados à Universidade Harvard. Entre os 161 laureados, 113 são laureados nas ciências naturais, 80 são ex-alunos e 55 foram membros acadêmicos do corpo docente ou de organizações de pesquisa afiliadas a Harvard; em termos de objeto de pesquisa, 43 foram laureados com o Prêmio Nobel de Fisiologia ou Medicina, mais do que em qualquer outra área. A lista considera os laureados como iguais e não leva em consideração as respectivas proporções dos prêmios ou se algum indivíduo foi agraciado com o prêmio mais de uma vez. John Bardeen, que recebeu o Prêmio Nobel de Física duas vezes (em 1956 e 1972) é contabilizado apenas uma vez.

## Critérios de inclusão

### Regras gerais

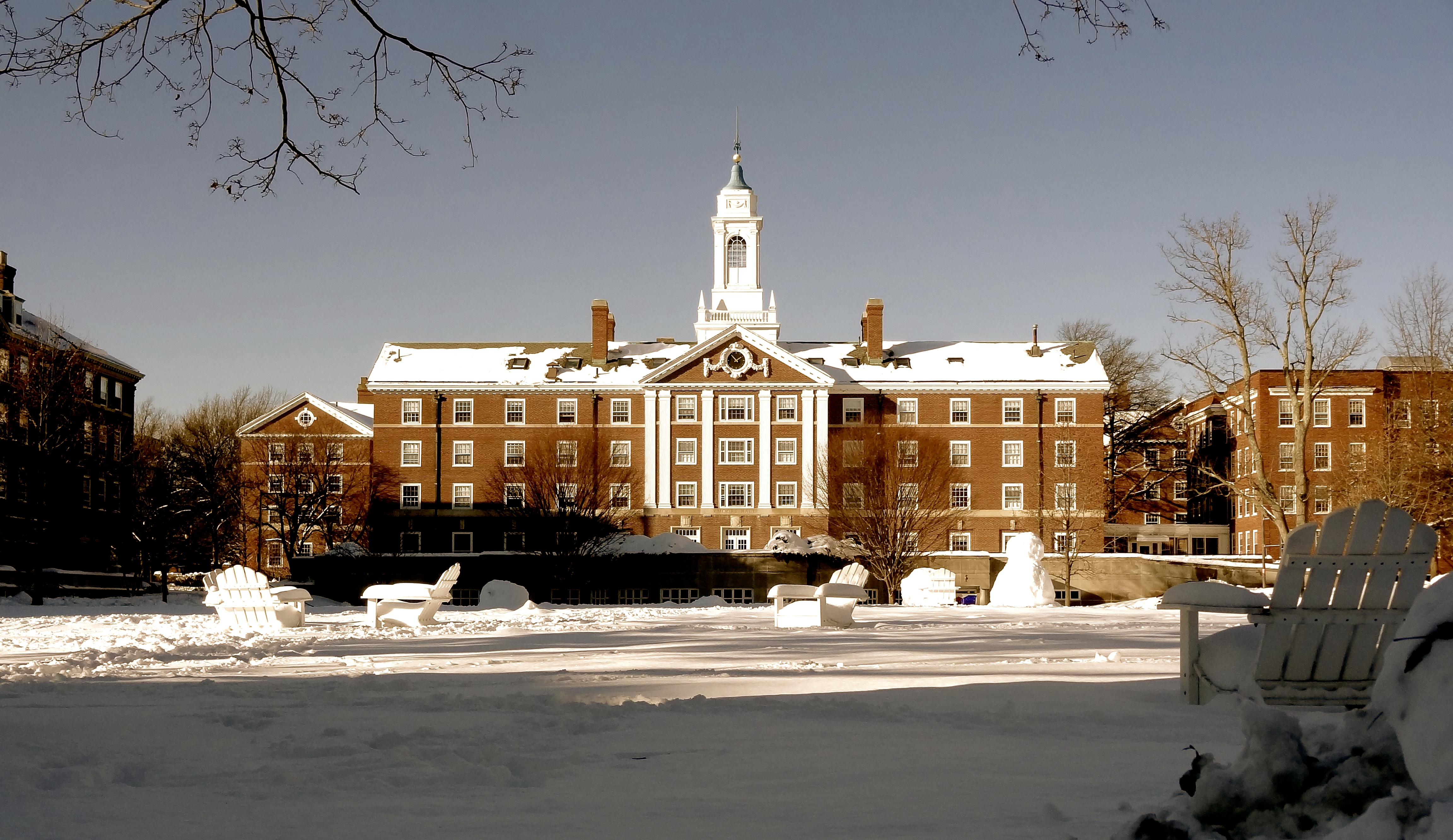
Universidade de Harvard

As afiliações da Universidade Harvard nesta lista incluem todas as afiliações acadêmicas oficiais, como emprego acadêmico oficial e programas de graduação da universidade. As afiliações acadêmicas oficiais incluem ex-alunos (graduados e participantes), membros do corpo docente de longo prazo e equipe acadêmica de curto prazo.
Graduados são definidos como aqueles que possuem bacharelado, mestrado, doutorado ou graus equivalentes da Universidade de Harvard, enquanto participantes são aqueles que se matricularam formalmente em um programa de graduação em Harvard, mas não concluíram o programa de graduação ou obtiveram um diploma formal. São excluídos os graus honorários, pós-graduados, assistentes de verão, estudantes de intercâmbio e estudantes de auditoria. Aqueles que possuem certificados ou estudaram como alunos sem graduação em Harvard também estão excluídos.
Os membros do corpo docente de longo prazo consistem em professores com estabilidade ou com cargos acadêmicos equivalentes, enquanto o pessoal acadêmico de curto prazo consiste em professores (sem estabilidade), pesquisadores de pós-doutorado (postdocs), professores visitantes (visitantes) ou acadêmicos e posições acadêmicas equivalentes. Na Universidade de Harvard, o título acadêmico específico determina apenas o tipo de afiliação, independentemente do tempo real em que o cargo foi ocupado pelo laureado.

## Resumo
Todos os tipos de afiliações, nomeadamente ex-alunos, docentes de longa e curta duração, contam igualmente na tabela seguinte e em toda a página.
Na lista a seguir, o número após o nome de uma pessoa é o ano em que ela recebeu o prêmio; em particular, um número com asterisco (*) significa que a pessoa recebeu o prêmio enquanto trabalhava na Universidade de Harvard (incluindo funcionários eméritos). Um nome sublinhado indica que essa pessoa já foi listada em uma categoria anterior (ou seja, possui várias afiliações).
| Categoria                   | Ex-alunos | Pessoal acadêmico de longo prazo | Pessoal acadêmico de curto prazo |
| --------------------------- | --- | --- | --- |
| Total: 161                  | 80 | 55 | 78 |
| Física (32)                 | 1. David Wineland- 2012 2. Brian Schmidt - 2011 3. Adam Riess - 2011 4. Saul Perlmutter - 2011 5. Roy Glauber- 2005 6. David Politzer - 2004 7. David M. Lee- 1996 8. Joseph H. Taylor - 1993 9. Kenneth G. Wilson - 1982 10. Nico Bloembergen - 1981 11. Sheldon Glashow- 1979 12. John van Vleck - 1977 13. Philip W. Anderson - 1977 14. Ben Mottelson - 1975 15. Edward M. Purcell - 1952 16. Percy Bridgman - 1946 | 1. Roy Glauber - 2005* 2. Riccardo Giacconi - 2002 3. Norman Ramsey - 1989* 4. Carlo Rubbia - 1984 5. Nico Bloembergen - 1981* 6. Steven Weinberg - 1979* 7. Sheldon Glashow - 1979* 8. John van Vleck - 1977* 9. Julian Schwinger - 1965* 10. Edward M. Purcell - 1952* 11. Percy Bridgman - 1946* | 1. John M. Kosterlitz - 2016 2. Serge Haroche - 2012 3. Brian Schmidt- 2011 4. Frank Wilczek - 2004 5. David Politzer - 2004 6. David Gross - 2004 7. Anthony Leggett - 2003 8. Gerard 't Hooft - 1999 9. Kenneth G. Wilson - 1982 10. Nico Bloembergen- 1981 11. Steven Weinberg - 1979 12. Arno Penzias - 1978 13. John Bardeen - 1956, 1972 14. Owen Chamberlain - 1959 15. Walter Brattain - 1956 16. Willis Lamb - 1955 |
| Química (38)                | 1. Jennifer Doudna - 2020 2. George P. Smith- 2018 3. Martin Karplus - 2013 4. Thomas Steitz - 2009 5. Roger Tsien - 2008 6. Martin Chalfie - 2008 7. Roger Kornberg - 2006 8. Richard Schrock- 2005 9. William S. Knowles- 2001 10. Walter Kohn - 1998 11. Donald Cram - 1987 12. Dudley Herschbach - 1986 13. Jerome Karle - 1985 14. Roald Hoffmann - 1981 15. Walter Gilbert - 1980 16. William H. Stein - 1972 17. Chris Anfinsen- 1972 18. James B. Sumner - 1946 19. Theodore W. Richards - 1914                                                  | 1. Martin Karplus - 2013* 2. Roger Kornberg - 2006 3. Roderick MacKinnon- 2003 4. Elias Corey - 1990* 5. Dudley Herschbach - 1986* 6. Walter Gilbert - 1980* 7. William Lipscomb - 1976* 8. Geoffrey Wilkinson - 1973 9. Christ Anfinsen- 1972 10. Robert B. Woodward - 1965* 11. Theodore W. Richards- 1914 | 1. Jennifer Doudna - 2020 2. Paul L. Modrich - 2015 3. Arieh Warshel - 2013 4. Robert Lefkowitz - 2012 5. Thomas Steitz - 2009 6. Roger Kornberg - 2006 7. Aaron Ciechanover - 2004 8. Roderick MacKinnon - 2003 9. Barry Sharpless- 2001 10. Ryoji Noyori - 2001 11. William S. Knowles - 2001 12. Walter Kohn - 1998 13. Robert Curl- 1996 14. Sidney Altman - 1989 15. Jean-Marie Lehn - 1987 16. Y. T. Lee - 1986 17. Dudley Herschbach - 1986 18. Roald Hoffmann - 1981 19. Walter Gilbert - 1980 20. William H. Stein- 1972 21. Derek Barton - 1969 22. Robert Mulliken - 1966 23. Robert B. Woodward - 1965 24. Peter Debye - 1936 25. Wilhelm Ostwald- 1909 |
| Fisiologia ou Medicina (43) | 1. Gregg L. Semenza- 2019 2. James Rothman - 2013 3. Ralph Steinman - 2011 4. Mario Capecchi - 2007 5. Craig Mello - 2006 6. Robert Horvitz - 2002 7. Eric Kandel- 2000 8. Donnall Thomas - 1990 9. Joseph Murray- 1990 10. Harold Varmus - 1989 11. J. Michael Bishop - 1989 12. George Hitchings - 1988 13. George D. Snell- 1980 14. Carleton Gajdusek - 1976 15. Charles Huggins - 1966 16. Thomas H. Weller - 1954 17. Frederick Robbins - 1954 18. John Enders - 1954 19. Edward Doisy - 1943 20. William P. Murphy - 1934 21. George Minot - 1934 | 1. William Kaelin Jr. - 2019* 2. Jack Szostak - 2009* 3. Linda Buck - 2004 4. Torsten Wiesel - 1981* 5. David Hubel - 1981* 6. Baruj Benacerraf - 1980* 7. George Wald - 1967* 8. Konrad Bloch - 1964* 9. James Watson - 1962* 10. Georg Békésy - 1961* 11. George Beadle - 1958 12. Thomas Weller - 1954* 13. John Enders - 1954* 14. Fritz Lipmann - 1953* 15. William Murphy - 1934 16. George Minot - 1934* | 1. William Kaelin Jr. - 2019 2. Richard J. Roberts - 1993 3. J. Michael Bishop - 1989 4. George Hitchings - 1988 5. Joseph L. Goldstein - 1985 6. Michael S. Brown - 1985 7. Bengt Samuelsson - 1982 8. Roger Sperry - 1981 9. Jean Dausset - 1980 10. Allan Cormack - 1979 11. Francis Crick - 1962 12. Frederick Robbins - 1954 13. Max Theiler - 1951 14. Carl Cori - 1947 |
| Economia (33)               | 1. Robert B. Wilson - 2020 2. Michael Kremer - 2019 3. Abhijit Banerjee - 2019 4. Lloyd Shapley - 2012 5. Christopher Sims - 2011 6. Thomas Sargent - 2011 7. Roger Myerson - 2007 8. Eric Maskin - 2007 9. Thomas Schelling - 2005 10. Vernon L. Smith - 2002 11. Michael Spence - 2001 12. Merton Miller - 1990 13. Robert Solow - 1987 14. James Tobin - 1981 15. Bertil Ohlin - 1977 16. Paul Samuelson - 1970 | 1. Michael Kremer - 2019* 2. Abhijit Banerjee - 2019 3. Oliver S. Hart- 2016* 4. Alvin Roth- 2012* 5. Christopher Sims - 2011 6. Eric Maskin - 2007 7. Thomas Schelling- 2005 8. Michael Spence - 2001 9. Amartya Sen - 1998 10. Robert C. Merton - 1997* 11. Robert Fogel- 1993 12. Wassily Leontief - 1973* 13. Kenneth Arrow - 1972* 14. Simon Kuznets - 1971*                                               | 1. Michael Kremer - 2019 2. Abhijit Banerjee - 2019 3. Jean Tirole - 2014 4. Robert Shiller - 2013 5. Lars P. Hansen - 2013 6. Christopher Sims - 2011 7. Thomas Sargent - 2011 8. Chris Pissarides - 2010 9. Peter Diamond - 2010 10. Oliver Williamson - 2009 11. Leonid Hurwicz - 2007 12. Daniel Kahneman - 2002 13. Amartya Sen - 1998 14. Robert Merton - 1997 15. Robert Fogel - 1993 16. Franco Modigliani - 1985 |
| Literatura (7)              | 1. T. S. Eliot - 1948 | 1. Seamus Heaney - 1995* | 1. Mario Vargas Llosa - 2010 2. J. M. Coetzee - 2003 3. Seamus Heaney - 1995 4. Derek Walcott - 1992 5. Bertrand Russell - 1950 6. Rudolf Eucken- 1908 |
| Paz (8)                     | 1. Juan Santos - 2016 2. Ellen Sirleaf- 2011 3. Barack Obama - 2009 4. Al Gore - 2007 5. Henry Kissinger - 1973 6. Ralph Bunche - 1950 7. Theodore Roosevelt - 1906 | 1. Henry Kissinger - 1973 2. Ralph Bunche - 1950 | 1. Kim Dae-jung - 2000 |

## Prêmios Nobel por categoria

### Prêmios Nobel de Física
| No. | Nome               | Ano  | Afiliação com a Universidade de Harvard |
| --- | ------------------ | ---- | --- |
| 32  | John M. Kosterlitz | 2016 | Visiting Professor at the Department of Physics (1978), produced a paper with David Robert Nelson |
| 31  | David Wineland     | 2012 | PhD |
| 30  | Serge Haroche      | 2012 | Visiting Professor (1981) |
| 29  | Brian Schmidt      | 2011 | AM (1992) and PhD in Astronomy (1993) |
| 28  | Adam Riess         | 2011 | PhD in Astrophysics (1996) |
| 27  | Saul Perlmutter    | 2011 | AB in Physics (1981) |
| 26  | Roy Glauber        | 2005 | AB in 1946, AM in 1947 and PhD in Physics; Lecturer and Bayard Cutting Fellow for Research in Physics (1952–1954), Assistant Professor of Physics (1954–1956), Associate Professor of Physics (1956–1961), Professor of Physics (1962–1976), and Mallinckrodt Professor of Physics (1976–2018)                                        |
| 25  | Frank Wilczek      | 2004 | Visiting Professor (September 1987–June 1988) |
| 24  | David Politzer     | 2004 | AM and PhD in Physics (1974); Junior Fellow (1974–1977) |
| 23  | David Gross        | 2004 | Junior Fellow (1966–1969) |
| 22  | Anthony Leggett    | 2003 | Research Associate, Department of Physics (1966–1967) |
| 21  | Riccardo Giacconi  | 2002 | Professor of Astronomy (1973–1982) |
| 20  | Gerard 't Hooft    | 1999 | Morris Loeb Long-term Lecturer (1975–1976) |
| 19  | David M. Lee       | 1996 | AB |
| 18  | Joseph H. Taylor   | 1993 | PhD |
| 17  | Norman Ramsey      | 1989 | Professor |
| 16  | Carlo Rubbia       | 1984 | Professor |
| 15  | Kenneth G. Wilson  | 1982 | AB; Junior Fellow |
| 14  | Nico Bloembergen   | 1981 | Graduate attendee; Professor; Junior Fellow |
| 13  | Steven Weinberg    | 1979 | Professor; Junior Fellow |
| 12  | Sheldon Glashow    | 1979 | AM, PhD; Professor |
| 11  | Arno Penzias       | 1978 | Research Associate, Harvard College Observatory (1968-1980) |
| 10  | John van Vleck     | 1977 | AM, PhD; Professor |
| 9   | Philip W. Anderson | 1977 | AB, AM, PhD |
| 8   | Ben Mottelson      | 1975 | PhD |
| –   | John Bardeen*      | 1972 | Junior Fellow (*Another Nobel Physics Prize in 1956) |
| 7   | Julian Schwinger   | 1965 | Professor |
| 6   | Owen Chamberlain   | 1959 | Morris Loeb Long-term Lecturer (1959–1960) |
| 5   | Walter Brattain    | 1956 | Visiting Lecturer (Fall 1952) |
| 4   | John Bardeen*      | 1956 | Junior Fellow (*Another Nobel Physics Prize in 1972) |
| 3   | Willis Lamb        | 1955 | Morris Loeb Long-term Lecturer (1953–1954) |
| 2   | Edward M. Purcell  | 1952 | AM (1935) and PhD (1938); Instructor to Associate Professor of Physics (1938–1949), Professor of Physics (1949–1960), Gerhard Gade University Professor (1960–1980), and Emeritus Professor of Physics (1980–1997) |
| 1   | Percy Bridgman     | 1946 | AB (1904), AM (1905), and PhD in Physics (1908); Assistant in Physics (1904–1913), Assistant Professor of Physics (1913–1919), Professor of Physics (1919–1926), Hollis Professor of Mathematics and Natural Philosophy (1926–1950), Higgins University Professor (1950–1954), and Higgins University Professor, Emeritus (1954–1961) |

### Prêmios Nobel em Química
| No. | Nome                     | Ano  | Afiliação com a Universidade de Harvard                                                                      |
| --- | ------------------------ | ---- | --- |
| 38  | Jennifer Doudna          | 2020 | PhD in Biological Chemistry and Molecular Pharmacology (1989); Postdoctoral Researcher (1989–1991)           |
| 37  | George P. Smith          | 2018 | PhD |
| 36  | Paul L. Modrich          | 2015 | Postdoctoral Researcher (1973–1974)                                                                          |
| 35  | Arieh Warshel            | 2013 | Postdoctoral Researcher (1970–1972)                                                                          |
| 34  | Martin Karplus           | 2013 | AB; Professor                                                                                                |
| 33  | Robert Lefkowitz         | 2012 | Teaching Fellow at Harvard Medical School and Medical Resident at Massachusetts General Hospital (1970–1973) |
| 32  | Thomas Steitz            | 2009 | PhD; Postdoctoral Researcher                                                                                 |
| 31  | Roger Y. Tsien           | 2008 | AB |
| 30  | Martin Chalfie           | 2008 | AB, PhD |
| 29  | Roger Kornberg           | 2006 | AB; Assistant Professor; Junior Fellow                                                                       |
| 28  | Richard Schrock          | 2005 | PhD |
| 27  | Aaron Ciechanover        | 2004 | Visiting Professor, Dana-Farber Cancer Institute and Harvard Medical School (1985, 1986)                     |
| 26  | Roderick MacKinnon       | 2003 | Professor; Postdoctoral Researcher (1985-1986)                                                               |
| 25  | Barry Sharpless          | 2001 | Postdoctoral Researcher (1969)                                                                               |
| 24  | Ryoji Noyori             | 2001 | Postdoctoral Researcher (1969–1970)                                                                          |
| 23  | William Standish Knowles | 2001 | AB |
| 22  | Walter Kohn              | 1998 | PhD; Postdoctoral Researcher                                                                                 |
| 21  | Robert Curl              | 1996 | Postdoctoral Researcher                                                                                      |
| 20  | Elias Corey              | 1990 | Professor of Chemistry (1959–)                                                                               |
| 19  | Sidney Altman            | 1989 | Postdoctoral Researcher                                                                                      |
| 18  | Jean-Marie Lehn          | 1987 | Postdoctoral Researcher (1964); Visiting Professor (1972, 1974, on a part-time basis until 1980)             |
| 17  | Donald Cram              | 1987 | PhD |
| 16  | Y. T. Lee                | 1986 | Postdoctoral Researcher (1967–1968)                                                                          |
| 15  | Dudley Herschbach        | 1986 | PhD; Professor; Junior Fellow                                                                                |
| 14  | Jerome Karle             | 1985 | AM (1938) |
| 13  | Roald Hoffmann           | 1981 | PhD; Junior Fellow                                                                                           |
| 12  | Walter Gilbert           | 1980 | AB, SM; Postdoctoral Researcher                                                                              |
| 11  | William Lipscomb         | 1976 | Professor |
| 10  | Geoffrey Wilkinson       | 1973 | Assistant Professor                                                                                          |
| 9   | William Howard Stein     | 1972 | AB (1933); Visiting Professor (1964)                                                                         |
| 8   | Chris Anfinsen           | 1972 | PhD; Professor                                                                                               |
| 7   | Derek Barton             | 1969 | Visiting Lecturer in the Chemistry of Natural Products, Department of Chemistry (1949–1950)                  |
| 6   | Robert Mulliken          | 1966 | National Research Council Fellow (1923–1925)                                                                 |
| 5   | Robert B. Woodward       | 1965 | Professor; Junior Fellow                                                                                     |
| 4   | James B. Sumner          | 1946 | AB, PhD |
| 3   | Peter Debye              | 1936 | Visiting Lecturer, Department of Chemistry (1955)                                                            |
| 2   | Theodore W. Richards     | 1914 | AB, PhD; Professor                                                                                           |
| 1   | Wilhelm Ostwald          | 1909 | Visiting "Exchange Professor" (1904–1905), taught courses                                                    |

### Prêmios Nobel de Fisiologia ou Medicina
| No. | Nome                | Ano  | Afiliação com a Universidade de Harvard                                                                                                  |
| --- | ------------------- | ---- | --- |
| 43  | Gregg L. Semenza    | 2019 | AB |
| 42  | William Kaelin Jr.  | 2019 | Professor |
| 41  | James Rothman       | 2013 | PhD |
| 40  | Ralph Steinman      | 2011 | MD |
| 39  | Jack Szostak        | 2009 | Professor |
| 38  | Mario Capecchi      | 2007 | PhD |
| 37  | Craig Mello         | 2006 | PhD |
| 36  | Linda Buck          | 2004 | Professor |
| 35  | Robert Horvitz      | 2002 | AM, PhD |
| 34  | Eric Kandel         | 2000 | AB |
| 33  | Richard J. Roberts  | 1993 | Research Associate in Biochemistry (1971–1972)                                                                                           |
| 32  | Donnall Thomas      | 1990 | MD |
| 31  | Joseph Murray       | 1990 | MD |
| 30  | Harold Varmus       | 1989 | AM |
| 29  | J. Michael Bishop   | 1989 | MD; Medical Resident |
| 28  | George Hitchings    | 1988 | PhD; Postdoctoral Researcher |
| 27  | Joseph L. Goldstein | 1985 | Intern and Medical Resident at Massachusetts General Hospital (1966–1968)                                                                |
| 26  | Michael S. Brown    | 1985 | Intern and Medical Resident in Internal Medicine at Massachusetts General Hospital (1964–1966)                                           |
| 25  | Bengt Samuelsson    | 1982 | Research Fellow, Department of Chemistry (1961–1962), and Visiting Professor in Chemistry (Spring 1976)                                  |
| 24  | Torsten Wiesel      | 1981 | Professor |
| 23  | Roger Sperry        | 1981 | NRC Research Fellow (1941-1942), Biology Research Fellow (1942–1946)                                                                     |
| 22  | David Hubel         | 1981 | Professor |
| 21  | George D. Snell     | 1980 | PhD |
| 20  | Jean Dausset        | 1980 | Researcher, Harvard Medical School (1948)                                                                                                |
| 19  | Baruj Benacerraf    | 1980 | Professor |
| 18  | Allan Cormack       | 1979 | Research Fellow (1956–1957) |
| 17  | Carleton Gajdusek   | 1976 | MD |
| 16  | George Wald         | 1967 | Professor |
| 15  | Charles Huggins     | 1966 | MD |
| 14  | Konrad Bloch        | 1964 | Professor |
| 13  | James Watson        | 1962 | Professor |
| 12  | Francis Crick       | 1962 | Visiting Professor (February 1 to June 30, 1959), taught a course                                                                        |
| 11  | Georg Békésy        | 1961 | Professor |
| 10  | George Beadle       | 1958 | Assistant Professor |
| 9   | Thomas H. Weller    | 1954 | MD; Professor |
| 8   | Frederick Robbins   | 1954 | MD; Research Associate |
| 7   | John Enders         | 1954 | PhD; Professor |
| 6   | Fritz Lipmann       | 1953 | Professor |
| 5   | Max Theiler         | 1951 | Instructor at the Department of Tropical Medicine, Harvard Medical School                                                                |
| 4   | Carl Cori           | 1947 | Visiting Professor of Biological Chemistry, Harvard Medical School (1966), and researcher at Massachusetts General Hospital (1966-1980s) |
| 3   | Edward Doisy        | 1943 | PhD |
| 2   | William P. Murphy   | 1934 | MD; Senior Associate |
| 1   | George Minot        | 1934 | AB, MD |

### Laureados com o Prêmio Nobel de Economia
| No. | Nome              | Ano  | Afiliação com a Universidade de Harvard                                               |
| --- | ----------------- | ---- | ------------------------------------------------------------------------------------- |
| 33  | Robert B. Wilson  | 2020 | AB (1959), MBA (1961), and DBA (1963)                                                 |
| 32  | Michael Kremer    | 2019 | AB (1985), PhD (1992); Professor (1999–2020)                                          |
| 31  | Abhijit Banerjee  | 2019 | PhD (1988); Assistant Professor (1992–1993); Visiting Assistant Professor (Fall 1991) |
| 30  | Oliver S. Hart    | 2016 | Professor of Economics (July 1993–)                                                   |
| 29  | Jean Tirole       | 2014 | Taussig Research Professor (Spring 1989)                                              |
| 28  | Robert Shiller    | 2013 | Visiting Scholar, Department of Economics (1980–1981)                                 |
| 27  | Lars P. Hansen    | 2013 | Visiting Professor, Department of Economics (1986)                                    |
| 26  | Lloyd Shapley     | 2012 | AB (1948)                                                                             |
| 25  | Alvin Roth        | 2012 | Professor                                                                             |
| 24  | Christopher Sims  | 2011 | AB, PhD; Assistant Professor; Instructor                                              |
| 23  | Thomas Sargent    | 2011 | PhD; Visiting Professor                                                               |
| 22  | Chris Pissarides  | 2010 | Ford Foundation Visiting Fellow (1979–1980)                                           |
| 21  | Peter Diamond     | 2010 | Visitor (1977–1978, September 1981–January 1982, 1982–1983, 1989–1990, and 1991–1992) |
| 20  | Oliver Williamson | 2009 | Taussig Research Professor (Spring 1987)                                              |
| 19  | Roger Myerson     | 2007 | AB, PhD                                                                               |
| 18  | Eric Maskin       | 2007 | AB, AM, PhD                                                                           |
| 17  | Leonid Hurwicz    | 2007 | Visiting Research Professor and Professor of Economics (1969)                         |
| 16  | Thomas Schelling  | 2005 | PhD; Professor                                                                        |
| 15  | Vernon L. Smith   | 2002 | PhD                                                                                   |
| 14  | Daniel Kahneman   | 2002 | Lecturer                                                                              |
| 13  | Michael Spence    | 2001 | PhD; Professor                                                                        |
| 12  | Amartya Sen       | 1998 | Professor; Visiting Professor                                                         |
| 11  | Robert C. Merton  | 1997 | Professor; Visiting Professor                                                         |
| 10  | Robert Fogel      | 1993 | Professor; Taussig Research Professor                                                 |
| 9   | Merton Miller     | 1990 | AB                                                                                    |
| 8   | Robert Solow      | 1987 | AB, PhD                                                                               |
| 7   | Franco Modigliani | 1985 | Visiting Professor (1958–1958), taught Economics 202                                  |
| 6   | James Tobin       | 1981 | AB, PhD                                                                               |
| 5   | Bertil Ohlin      | 1977 | AM                                                                                    |
| 4   | Wassily Leontief  | 1973 | Professor                                                                             |
| 3   | Kenneth Arrow     | 1972 | Professor                                                                             |
| 2   | Simon Kuznets     | 1971 | Professor                                                                             |
| 1   | Paul Samuelson    | 1970 | AM, PhD                                                                               |

### Prêmios Nobel de Literatura
| No. | Nome               | Ano  | Afiliação com a Universidade de Harvard                                          |
| --- | ------------------ | ---- | -------------------------------------------------------------------------------- |
| 7   | Mario Vargas Llosa | 2010 | Robert F. Kennedy Professor Visitante de Estudos Latino-Americanos (1992 – 1993) |
| 6   | JM Coetzee         | 2003 | Professor Visitante de Inglês (1991)                                             |
| 5   | Seamus Heaney      | 1995 | Professor; Professor visitante (1979)                                            |
| 4   | Derek Walcott      | 1992 | Professor visitante (primavera de 1982), ministrou um curso no Harvard College   |
| 3   | Bertrand Russell   | 1950 | Professor visitante (1914), ministrou cursos de lógica e teoria do conhecimento  |
| 2   | TS Eliot           | 1948 | AB (1909) e AM (1911)                                                            |
| 1   | Rudolf Eucken      | 1908 | Professor visitante (1912 – 1913), ministrou os cursos de Filosofia 13, 14 e 20h |

### Prêmios Nobel da Paz
| No. | Nome               | Ano  | Afiliação com a Universidade de Harvard                    |
| --- | ------------------ | ---- | ---------------------------------------------------------- |
| 8   | Juan santos        | 2016 | MPA (1981)                                                 |
| 7   | Ellen Sirleaf      | 2011 | MPA                                                        |
| 6   | Barack Obama       | 2009 | JD                                                         |
| 5   | Al Gore            | 2007 | AB                                                         |
| 4   | Kim Dae-jung       | 2000 | Visitante (1982 – 1983)                                    |
| 3   | Henry Kissinger    | 1973 | AB (1950), AM (1952) e PhD (1954); Professor (1954 – 1971) |
| 2   | Ralph Bunche       | 1950 | AM (1928) e PhD (1934); Professor (1950 – 1952)            |
| 1   | Theodore Roosevelt | 1906 | AB                                                         |